# Saint-Martin-Laguépie
Saint-Martin-Laguépie település Franciaországban, Tarn megyében. Lakosainak száma 396 fő (2022. január 1.). Saint-Martin-Laguépie Saint-André-de-Najac, Bournazel, Lacapelle-Ségalar, Laparrouquial, Milhars, Mouzieys-Panens, Le Riols, Saint-Christophe, Laguépie és Varen községekkel határos.

## Népesség
A település népessége az elmúlt években az alábbi módon változott:
| Lakosok száma | 405  | 405  | 411  | 395  | 390  | 390  | 391  | 392  | 396  |
|               | 2013 | 2015 | 2016 | 2017 | 2018 | 2019 | 2020 | 2021 | 2022 |